# Festival Deportivo Panamericano
El Festival Deportivo Panamericano es un evento multideportivo organizado por la Organización Deportiva Panamericana (ODEPA) para los atletas de América. El evento se realiza en coordinación con ACODEPA (Asociación de Confederaciones Deportivas Panamericanas) y los elementos Panamericanos del movimiento olímpico.

## Descripción
El propósito principal de los juegos es la de servir como el desarrollo y la formación de un evento para ayudar a los países en sus preparativos para los Juegos Panamericanos, que sigue a un año después del festival. 
Asimismo, los aspectos del desarrollo del festival también está vinculado con los siguientes Juegos Olímpicos de Verano , que tiene lugar un año después de los Juegos Panamericanos. La primera edición en 2014 incluyó 24 deportes olímpicos dentro de su programa.  Para algunos de los deportes, el evento sirve como un método de clasificación para competir en los Juegos Panamericanos.

## Idea
La idea para el festival de vino de Mario Vázquez Raña, un administrador de los deportes de México y presidente de la ODEPA. El evento fue aprobado en octubre de 2013, por la Asamblea de la ODEPA. Además del aspecto del desarrollo del evento, Raña defendió su uso como una manera de apoyar a las federaciones de la región mediante la transmisión de conocimientos técnicos, así como el fomento de vínculos estrechos entre los países de las Américas A diferencia de los eventos multi-deportivos tradicionales, el Festival Deportivo Panamericano no se limita a una ciudad o un área específica. El énfasis en la formación significa las instalaciones pre-existentes más adecuadas se utilizan en su lugar, siempre que sea posible, y la ubicación por sí sola no es un factor importante en la selección del lugar de celebración. Los campos de entrenamiento y cursos de entrenamiento son aspectos centrales de los eventos del festival. Los costes de la asistencia de un atleta que se cumplan por los organizadores para fomentar la participación.
El Festival Deportivo Panamericano de 2014 se realizó del 11 de julio al 30 de septiembre en diversos lugares de México. Aproximadamente 3.200 atletas de 41 naciones se ponen a tomar parte en los 24 deportes disponibles en el evento inaugural.